# Оптика тонких плёнок
О́птика то́нких плёнок

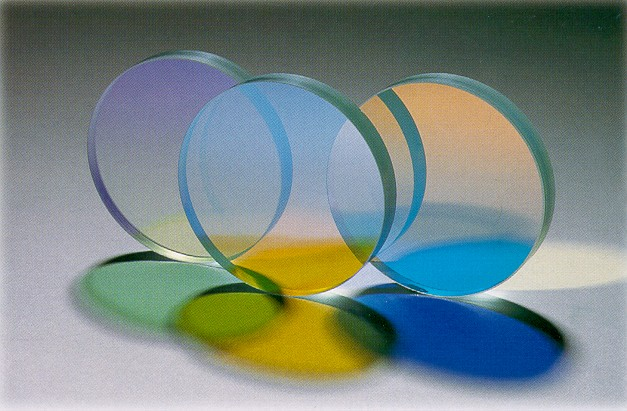
Дихроические фильтры создаются при помощи покрытия тонкими плёнками

Тонкие плёнки, нанесённые на поверхность вещества, в частности на стекло, из которого изготовляются оптические приборы, значительно влияют на отражение и пропускание света, если их толщина соизмерима с длиной световой волны.
Наиболее интересные свойства имеют плёнки с толщиной, которая равняется (четверти длины волны + целое число длин волн), либо (половина длины волны + целое число длин волн), которые, соответственно, максимально уменьшают или увеличивают отражение света поверхностью.

## Теория
Если свет с длиной волны λ падает из среды с показателем преломления {\displaystyle n_{1}} под углом {\displaystyle \theta _{1}} на вещество с показателем преломления
{\displaystyle n_{3}}, покрытую тонкой плёнкой с показателем преломления {\displaystyle n_{2}} и толщиной {\displaystyle h}, то
при оптической толщине плёнки {\displaystyle H=n_{2}h}
{\displaystyle H={\frac {\lambda }{4\cos \theta _{2}}},\quad {\frac {3\lambda }{4\cos \theta _{2}}},\quad {\frac {5\lambda }{4\cos \theta _{2}}},\ldots }
то коэффициент отражения
{\displaystyle R=\left({\frac {r_{12}-r_{23}}{1-r_{12}r_{23}}}\right)^{2},}
где {\displaystyle r_{12}} — коэффициент отражения на грани сред 1 и 2, и для нормального падения
{\displaystyle R=\left({\frac {n_{1}n_{3}-n_{2}^{2}}{n_{1}n_{3}+n_{2}^{2}}}\right)^{2}.}
Отсюда видно, что коэффициент отражения можно сделать нулевым, если подобрать материалы так, чтобы {\displaystyle n_{1}n_{3}=n_{2}^{2}}. На этом принципе работает просветление оптики. Обычно подобрать вещество, для которого это соотношение выполнялось бы идеально (а ещё необходимо, чтобы плёнка хорошо держалась на стекле) трудно, потому используются вещества с близким показателем преломления.
Если {\displaystyle n_{2}^{2}\gg n_{1}n_{3}}, то коэффициент отражения становится близким к единице, что можно использовать для изготовления зеркал.